# Gabriel Rodríguez Aguiló
Gabriel Rodríguez Aguiló (Ciales, 19 de agosto de 1973) es un político puertorriqueño afiliado al Partido Nuevo Progresista. Ha sido miembro de la Cámara de Representantes de Puerto Rico desde 2005 representando el 13.º distrito.

## Primeros años
Gabriel Rodríguez Aguiló nació el 19 de agosto de 1973, en Ciales, Puerto Rico. 
Tiene un grado asociado en Tecnología de Ingeniería Química de la Universidad de Puerto Rico en Arecibo y un grado asociado como Asistente de Farmacia del National University College de la misma ciudad. También tiene un bachillerato en Administración de Empresas (BA) de la Universidad de Phoenix .

## Carrera profesional
Rodríguez trabajó por cuatro años como asistente de farmacia hasta 2003. 

## Carrera política
Rodríguez Aguiló fue elegido por su partido en las primarias de 2003 para ser candidato a la Cámara de Representantes por el distrito número 13.Fue elegido Representante por el dicho distrito en las elecciones generales de 2004. Durante su primer mandato, se desempeñó como Presidente de la Comisión de Salud y de la Comisión Conjunta de Derechos de Salud. 
En 2008, Rodríguez Aguiló fue reelegido para un segundo mandato como representante. Luego de prestar juramento, Rodríguez fue designado vicepresidente de la Cámara de Representantes. 
Rodríguez fue reelegido en las elecciones de 2012, en las elecciones de 2016 y en las elecciones  de 2020

## Historial electoral
| Año  | Cargo                              | Tipo      | Partido | Partido | Votos  | %     | Posición | Resultado |
| ---- | ---------------------------------- | --------- | ------- | ------- | ------ | ----- | -------- | --------- |
| 2004 | Representante por el 13.º distrito | Generales |         | PNP     | 26,923 | 51.0  | 1.º      | Electo    |
| 2008 | Representante por el 13.º distrito | Generales |         | PNP     | 28,038 | 53.8  | 1.º      | Reelecto  |
| 2012 | Representante por el 13.º distrito | Generales |         | PNP     | 25,842 | 50.19 | 1.º      | Reelecto  |
| 2016 | Representante por el 13.º distrito | Generales |         | PNP     | 24,914 | 57.94 | 1.º      | Reelecto  |
| 2020 | Representante por el 13.º distrito | Generales |         | PNP     | 13,291 | 41.39 | 1.º      | Reelecto  |
| 2024 | Representante por acumulación      | Generales |         | PNP     | 74,925 | 6.56  | 8.º      | Reelecto  |